# Banda della Magliana
La Banda della Magliana va ser una organització criminal italiana amb seu a Roma, fundada l'any 1975 per Franco Giuseppucci. El seu nom li van atorgar els mitjans de comunicació, i es refereix al barri original de capital italiana, Magliana, d'on provenien alguns dels seus membres.
La Banda della Magliana va estar involucrada en activitats delictives durant els anys de plom (anni di piombo) d'Itàlia. La justícia italiana ho va vincular a altres organitzacions criminals com la Cosa Nostra, Camorra o Ndrangheta, però el més important, també va vincular la banda a activistes neofeixistes com el Nuclei Armati Rivoluzionari (NAR), responsable de la Massacre de Bolonya de 1980, els serveis secrets (SISMI) i figures polítiques com a Licio Gelli, gran mestre de la lògia maçònica Propaganda Due (P2). Juntament amb Gladio, l'organització anticomunista clandestina de l'OTAN, P2 va estar involucrada en una estratègia de tensió durant els anys de plom que va incloure atacs terroristes de bandera falsa. Aquests vincles, clandestins en comparació amb les seves activitats estàndard (és a dir, "corrents", com ara tràfic de drogues, apostes de carreres de cavalls, rentat de diners, etc.) han portat a la Banda ha estar relacionada amb els esdeveniments polítics del conflicte que va dividir a Itàlia en dos durant la Guerra Freda, i en particular a esdeveniments com l'assassinat el 1979 del periodista Carmine Pecorelli; l'assassinat el 1978 de l'ex Primer Ministre Aldo Moro, també líder de la Democràcia Cristiana que estava negociant el Compromís Històric amb el Partit Comunista Italià (PCI); l'intent d'assassinat de 1982 contra Roberto Rosone, vicepresident del Banco Ambrosiano; l'assassinat de "banquer de Déu" Roberto Calvi el 1982; i també la massacre de Bolonya en 1980. Finalment, la misteriosa desaparició de Emanuela Orlandi, un cas perifèricament relacionat amb l'exmembre dels Llops Grisos Mehmet Ali Ağca en l'intent d'assassinat del Papa Joan Pau II del 1981, també ha estat relacionat amb la banda. Encara que el cas de Emanuela Orlandi pot no estar relacionat amb els "Llops Grisos", però pot haver estat una de les activitats criminals habituals de la Banda della Magliana. El segrest d'Orlandi suposadament va ser dissenyat per a persuadir al Banc del Vaticà legalment immune per a restaurar fons retinguts injustament a creditors del Banc Ambrosià.